# Словенська туристична біржа
Словенська туристична біржа (SIW) — найбільший словенський туристичний бізнес-захід, де зустрічаються попит та пропозиція, і являє собою неоціненну можливість зміцнити вже налагоджені партнерські стосунки та встановити нові, у 2019 році відбувався з 16 по 18 травня в Терме Олімія.
У 2018 році, взяли участь 200 іноземних представників від 164 компаній та 235 представників словенського туризму зі 149 компаній. 63 % іноземних компаній вперше відвідували SIW. Представники іноземних компаній приїхали до Словенії з 40 країн, переважно з Німеччини, Росії та Австрії та вперше з Молдови. Компанії з більш віддалених ринків, включаючи Південну Корею, Китай, Сінгапур, Гонконг, США, Кувейт, Канаду, Бразилію, ОАЕ, Саудівську Аравію та інші, також брали участь у фондових біржах. Включаються в програми і неформальні ділові зустрічі, які мають на меті подальше з'єднання та плетіння ділових зв'язків між словенськими та зарубіжними діловими партнерами. Цього року ми вперше організовуємо навчальні поїздки дещо інакше, оскільки вони запропонують більше можливостей для зустрічей із закордонними туроператорами та турагентами.